# Lago di Lugano
Il lago di Lugano, altrimenti detto Ceresio (Lag de Lugan in lombardo, conosciuto nel Varesotto anche come Lag de Port), è un lago prealpino della regione geografica italiana, ramificato lungo il confine italo-svizzero. La divisione amministrativa è piuttosto complessa, estendendosi tra il Canton Ticino, la Provincia di Como e la Provincia di Varese: all'Italia appartiene la sezione nord-orientale (col paese di Porlezza, la Valsolda e Claino con Osteno, in provincia di Como) e un tratto della costa sudoccidentale con i paesi di Lavena Ponte Tresa, Brusimpiano e  Porto Ceresio (in provincia di Varese); alla Svizzera appartiene invece la parte più estesa e centrale del bacino, con Lugano e il centro di Morcote. Particolare è la posizione di Campione d'Italia, storica exclave italiana circondata da territorio svizzero. Degno di nota il paese di Riva San Vitale con il suo battistero.
Ha un perimetro di 76,7 km, una superficie di 48,7 km², dei quali circa 18 km² pertinenti alla Repubblica italiana, e presenta una forma curiosamente intricata. Scavato entro la cerchia delle prealpi lombarde, richiama più o meno gli stessi paesaggi del Lario comasco, sebbene sia circa tre volte più piccolo. Le rive, ancora relativamente verdi nel settore settentrionale, risentono della massiccia presenza di edifici moderni, che hanno alterato l'antica tipologia costruttiva dei paesi. In Valsolda rivivono i richiami letterari di Antonio Fogazzaro, che qui ambientò il romanzo Piccolo mondo antico.

## Etimologia

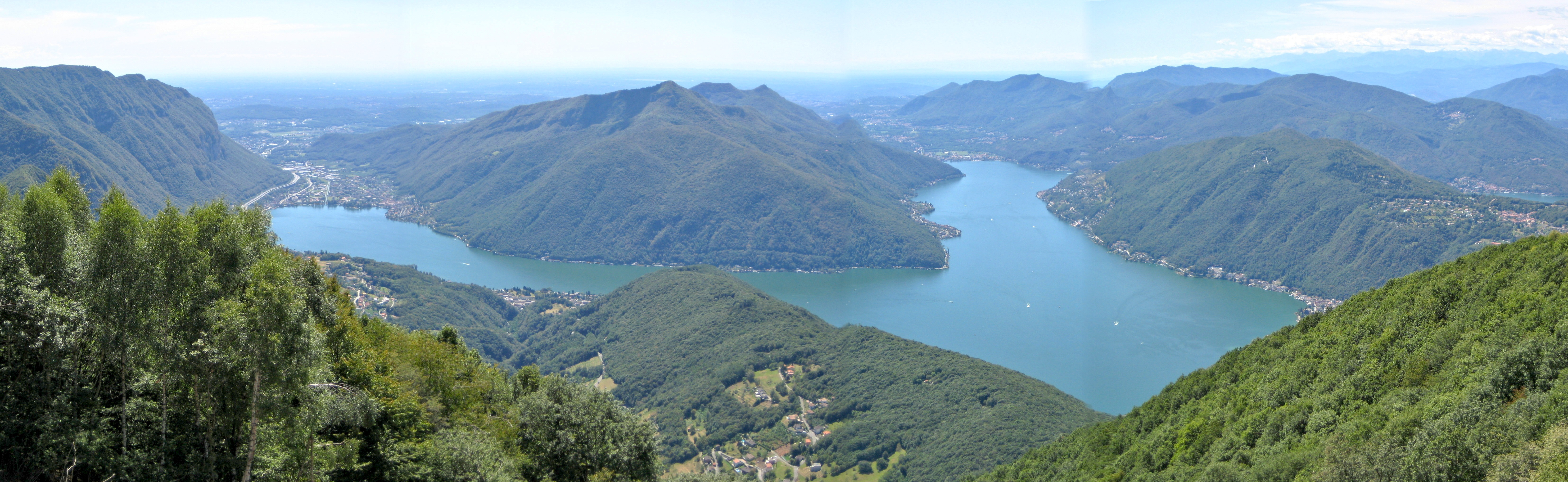
Veduta panoramica del lago di Lugano

Ceresio, l'altro nome del lago di Lugano, è l'italianizzazione del nome latino Ceresium, di etimologia incerta: secondo alcuni dal latino "cerasa" cioè ciliegia, secondo altri ci sarebbe un'origine più antica da individuarsi in un antico toponimo romano "Ceresium" la cui traduzione più accurata sarebbe: "più blu del cielo". Un'ulteriore versione riferisce il nome derivi invece dal celtico "keresius" che significa "ramificato" e in effetti la forma del lago è proprio ramificata, con più rami.

Veduta panoramica tra il 1890 e il 1900

## Geografia fisica

### Morfologia
Il lago di Lugano è di origine glaciale essendosi formato al termine dell'ultima glaciazione circa diecimila anni fa. I tre principali immissari sono il Cassarate, il Vedeggio e il Cuccio. Immissari minori sono i torrenti: Bolletta, Laveggio, Magliasina, Mara, Rezzo, Telo di Osteno e Trallo. Dal suo ramo occidentale inizia il fiume Tresa (emissario), che sfocia nel lago Maggiore e appartiene quindi al bacino idrografico del fiume Ticino.
Il punto più profondo (288 metri) si trova nella parte superiore del bacino, tra il confine svizzero e quello italiano, a pochi chilometri da Gandria. Le località di Melide e Bissone, che si affacciano su sponde opposte del lago, sono collegate da un ponte diga sul quale passano l'autostrada A2, la strada cantonale e la ferrovia. Questa costruzione poggia le sue fondamenta su depositi morenici (morena frontale) lasciati dopo il ritiro dei ghiacciai in epoca preistorica, successivamente ampliati e consolidati dall'intervento umano. L'ultima glaciazione registrata della superficie del lago risale al 1850.

## Ambiente

### Fauna
Nonostante i gravi danni dovuti all'inquinamento, il lago è molto pescoso. A parte alcune zone protette, come nelle foci dei fiumi Cassarate, Laveggio, Magliasina e Vedeggio, è possibile pescare ovunque anche se a condizioni diverse.
Le più comuni specie ittiche autoctone che popolano il Ceresio sono l'agone, l'anguilla, il barbo, la bottatrice, il cavedano, il luccio, la scardola, la savetta, la tinca e la trota lacustre. I pesci autoctoni che invece sono presenti in maniera minore sono la cagnetta, il ghiozzo padano, il temolo, il pigo, il triotto, l'alborella (estinta in seguito all'introduzione del gardon e ora in ripresa), oltre che ad altre specie minori. Le specie protette sono l'alborella, il temolo e il gambero di fiume autoctono (Austropotamobius pallipes).
Tra le specie alloctone sono presenti: il salmerino alpino, il persico trota, la carpa, il Coregone (coregone bondella e coregone lavarello), il lucioperca, il persico reale, il gardon, il persico sole e il pesce gatto. Nel 1895 è stato introdotto il salmerino, prelevato dal lago di Zugo, mentre tra il 1894 e il 1897 è stato immesso il coregone.
Il ponte-diga di Melide, limitando fortemente la circolazione idrica tra due parti del lago, ha avuto un forte impatto sulla cheppia (Alosa fallax), che non riesce a raggiungere le acque nelle quali era solita riprodursi. A causa di un'immissione di ignota provenienza, avvenuta verosimilmente verso la fine degli anni ottanta, il gardon ha trovato habitat ideale sostituendosi all'alborella, che si è quasi estinta. Si è valutato un ripopolamento controllato, soprattutto nella zona di Ponte Tresa.
Negli ultimi anni, come conseguenza della presenza massiccia di cormorani sul Ceresio, si sono viste diminuire molte specie di pesci, a soffrirne ne è soprattutto il gardon (che è una specie aliena invasiva). Oltre alla fauna già citata, il lago è popolato da cigni, folaghe, germani reali e svassi.

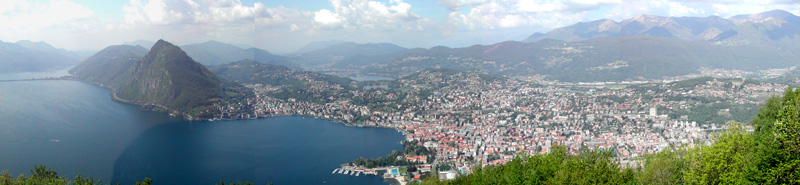
Veduta sul lago di Lugano e sulla città. Sono visibili anche il ponte-diga di Melide (a sinistra) e il Monte San Salvatore.

### Fossili

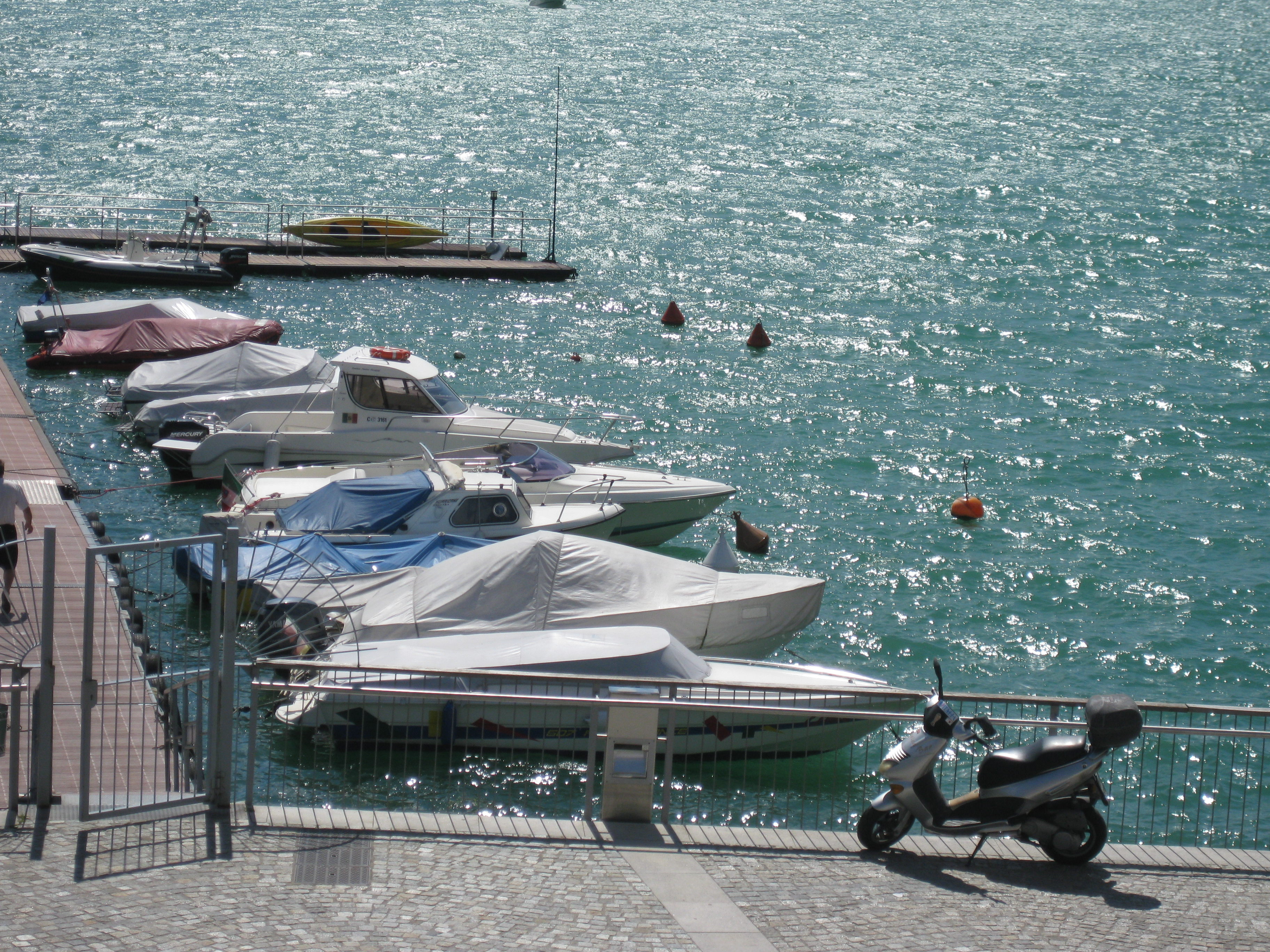
Il porto turistico di Porlezza

Tutta la fascia a ridosso della riva meridionale del lago di Lugano è ricca di fossili. Il centro di questi giacimenti fossiliferi è il Monte San Giorgio, dove si sono trovati fin dall'Ottocento numerosissimi fossili del Triassico medio (circa 240 - 230 milioni di anni fa). Il giacimento di Monte San Giorgio si prolunga verso ovest in territorio italiano nel giacimento di Besano. Fossili risalenti al Giurassico inferiore (circa 180 milioni di anni fa) sono stati trovati sempre lungo la riva meridionale del lago, più a est, a Osteno.

## Caratteristica amministrativa
Secondo il diritto internazionale, a causa della sua conformazione il Ceresio è inquadrato ai fini della Convenzione di Montego Bay come acque territoriali e non come acque interne, stabilendo così il principio della libera navigazione inoffensiva nel suo bacino. L'Italia con il D.P.R. n. 633/1972 regolamenta le proprie acque territoriali e le definisce acque italiane del lago di Lugano come zona extradoganale in cui non si applica la normativa doganale italiana in fatto di IVA al 22% e le altre accise. Anche per la licenza di pesca esiste un unico regolamento stabilito dalla Convenzione italo-svizzera per la pesca. Questo regolamento internazionale sostituisce tutte le norme regionali e provinciali della Lombardia e quelle cantonali del Canton Ticino.

## Galleria d'immagini

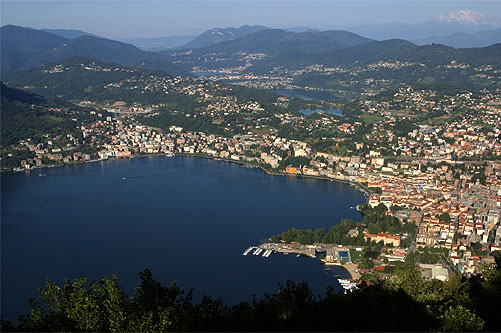
La città di Lugano, affacciata sul Ceresio vista dal Monte Brè
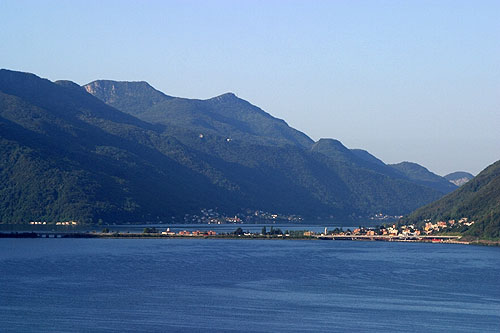
Il ponte diga di Melide
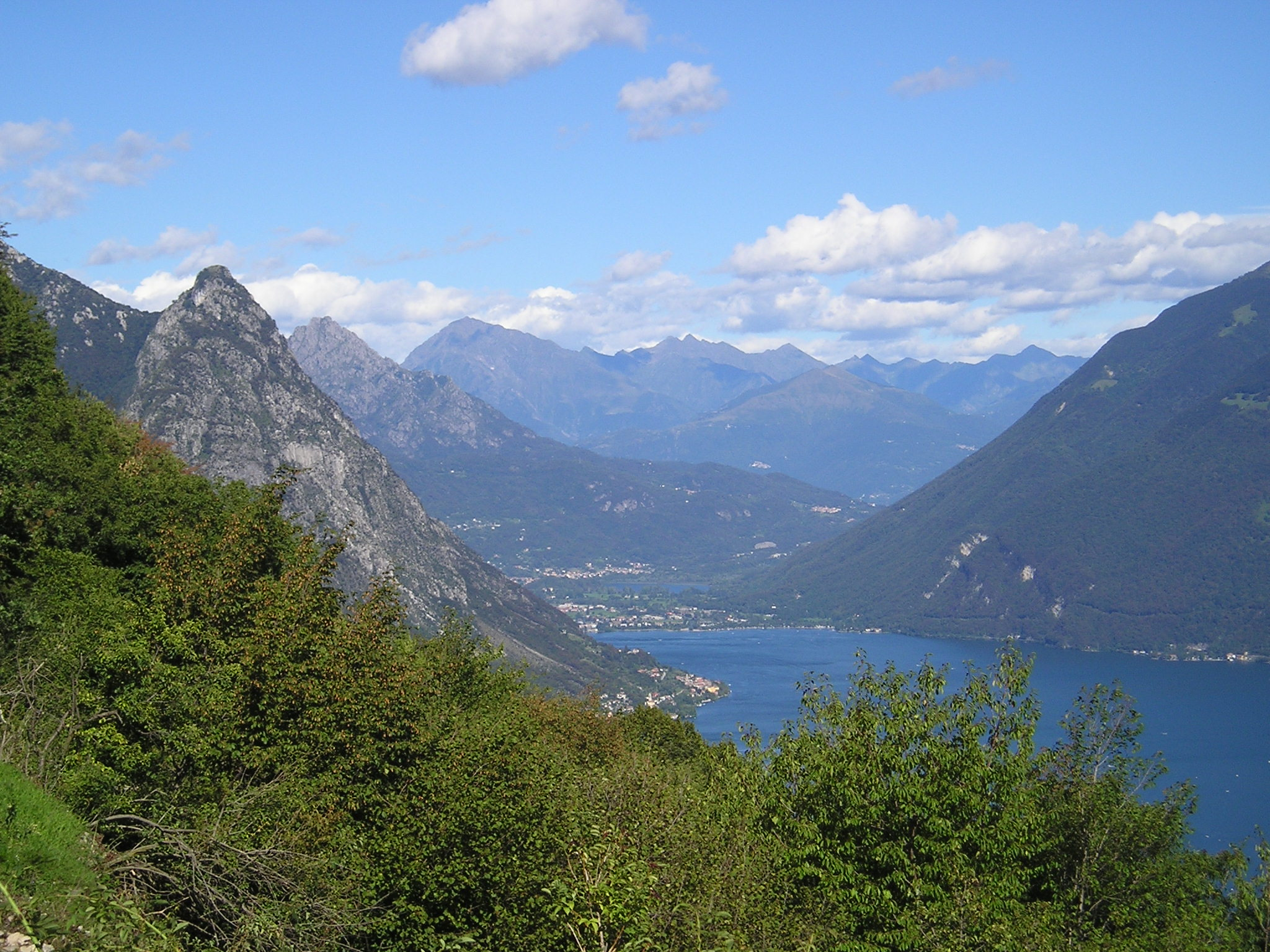
Il lago di Lugano verso Porlezza
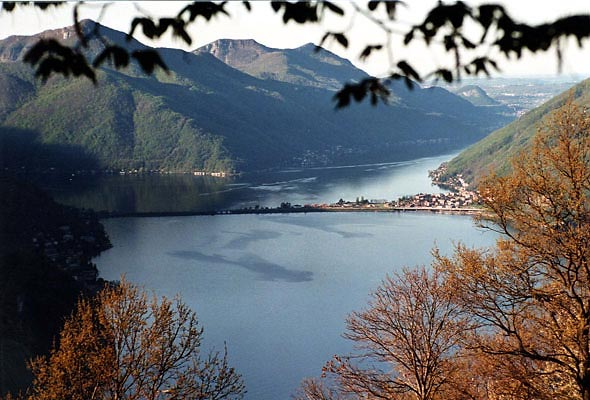
Il lago di Lugano con il ponte diga di Melide
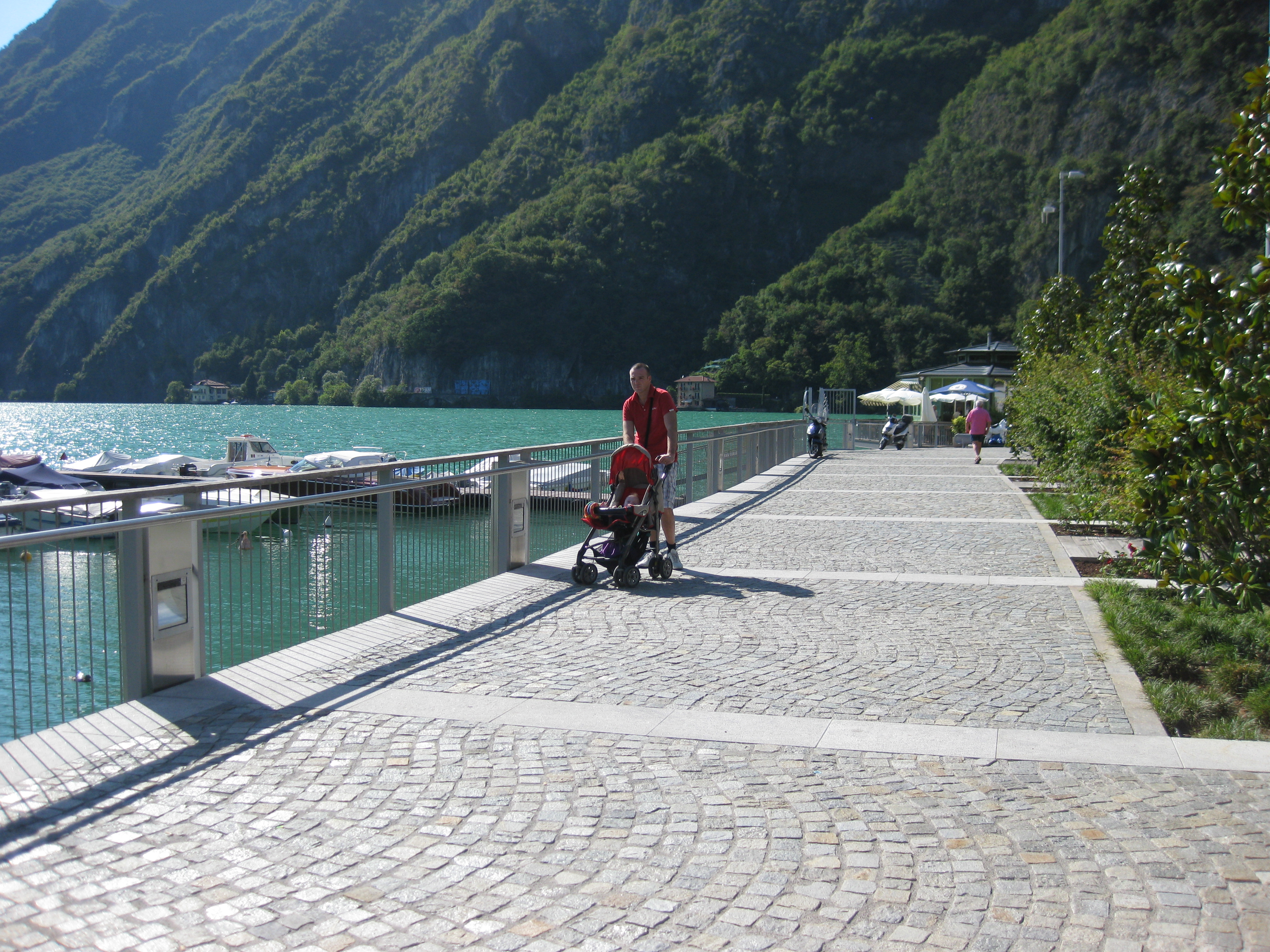
Il lungolago di Porlezza
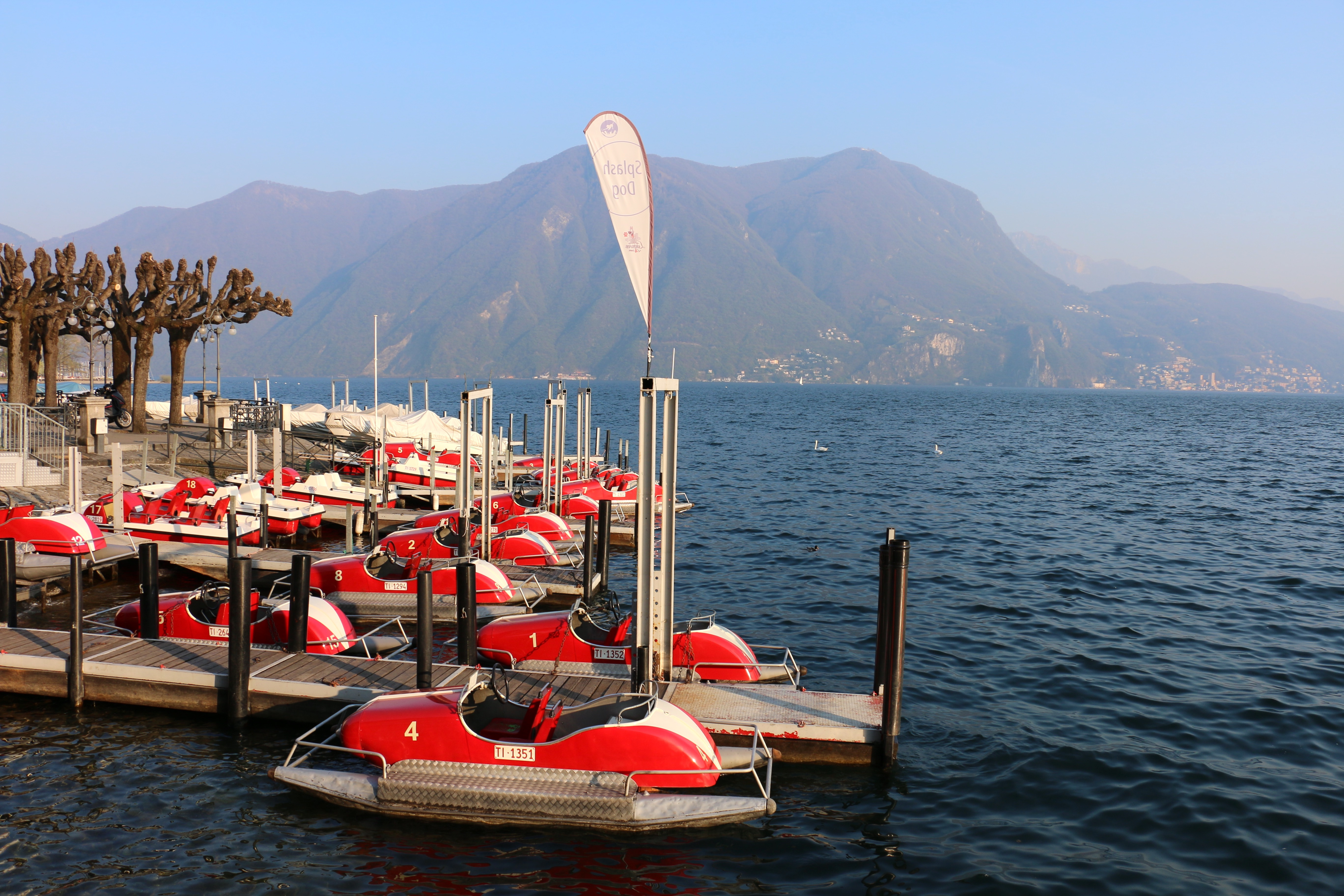
Pedalò sul lago di Lugano (2015)